# Turybanino
Turybanino (ros. Турыбанино) – wieś w Rosji, w rejonie mieżdurieczeńskim obwodu wołogodzkiego. W 2010 r. liczyła 17 mieszkańców.